# Square Paul-Langevin
Square Paul-Langevin är en park i Quartier Saint-Victor i Paris 5:e arrondissement. Parken, som tidigare hette Square Monge, är uppkallad efter den franske fysikern Paul Langevin (1872–1946). I parken finns en fontän tillägnad Childebert, utförd av Jean Beausire och Victor-Thierry Dailly år 1717.

## Omgivningar
- Saint-Étienne-du-Mont
- Saint-Nicolas-du-Chardonnet
- Sorbonne
- Square Michel-Foucault
- Square Auguste-Mariette-Pacha
- Square Paul-Painlevé

## Bilder
| - Paul Langevin. - Fontaine Childebert. - Saint-Étienne-du-Mont. - Saint-Nicolas-du-Chardonnet. |

## Kommunikationer
- Tunnelbana – linje  – Maubert – Mutualité
- Busshållplats Monge – Mutualité – Paris bussnät, linjerna 63 86

### Webbkällor
- ”Square Paul-Langevin”. Paris.fr. 29 april 2021. https://www.paris.fr/equipements/square-paul-langevin-2446. Läst 29 april 2021.
- ”Le square Paul-Langevin”. Les rues de Paris. http://www.parisrues.com/rues05/paris-05-square-paul-langevin.html. Läst 29 april 2021.